# Leptodactylus vastus
Leptodactylus vastus é uma espécie de anfíbio da família Leptodactylidae. Endêmica do Brasil, onde pode ser encontrada nos estados do Nordeste. Uma população disjunta na Bolívia foi considerada como sendo possivelmente desta espécie, entretanto, essa classificação é controversa, com outros autores rejeitando esse posicionamento.